# Amit Chaudhuri
Amit Chaudhuri (Calcutta, 15 maggio 1962) è uno scrittore e musicista indiano.

## Biografia
Nato a Calcutta nel 1962 e cresciuto a Mumbai, insegna scrittura creativa alla University of East Anglia e all'Università Ashoka.
Si è laureato all'University College di Londra per poi frequentare il Balliol College e il Wolfson College (entrambi di Oxford) e il St John's College di Cambridge.
A partire dal suo esordio nella narrativa nel 1991 con il romanzo Afternoon Raag, ha pubblicato altri 6 romanzi oltre a raccolte di racconti e di poesie e alcune opere di saggistica.
Ancora inedito in Italia, suoi interventi sono apparsi su riviste come Granta e quotidiani quali The Guardian.

## Opere (parziale)

### Romanzi
- Afternoon Raag (1993)
- Freedom Song (1998)
- A New World (2000)
- The Immortals (2009)
- A strange and sublime address (2012)
- Odysseus Abroad (2015)
- Friend of My Youth (2017)

### Raccolte di racconti
- Real time: stories and a reminiscence (2002)

### Raccolte di poesie
- St. Cyril Road and other poems (2005)

### Saggi
- D. H. Lawrence and 'difference' : postcoloniality and the poetry of the present (2003)
- Small Orange Flags (2003)
- Clearing A Space: Reflections on India, Literature and Culture (2008)
- Calcutta: Two Years in the City (2013)
- Finding the Raga: An Improvisation on Indian Music (2021)

## Premi e riconoscimenti
Betty Trask Award
- 1991 vincitore con A Strange and Sublime Address[7]

Encore Award
- 1994 vincitore con Afternoon Raag[8]

Los Angeles Times Book Prize
- 1999 vincitore nella categoria "Narrativa" con Freedom Song: Three Novels

Sahitya Akademi Award
- 2002 vincitore nella categoria "Lingua inglese" con A New World

Premio Infosys
- 2012 vincitore nella categoria "Studi umanistici"[9]

James Tait Black Memorial Prize
- 2021 vincitore nella categoria "Biografia" con Finding the Raga: An Improvisation on Indian Music[10]